# ETS1
ETS1（C-ets-1）は、ヒトではETS1遺伝子にコードされるタンパク質である。このタンパク質は転写因子のETSファミリーに属する。

## 機能
ETS遺伝子はヒトには28種類、マウスには27種類存在する。これらはETSドメインと呼ばれるウィングドヘリックスターンヘリックス（winged-helix-turn-helix）モチーフを介してDNAに結合し、GGAA/Tコアエレメントを含むDNA配列を特異的に認識する。一方で、これらのETSタンパク質はGGAA/Tコアエレメントに近接する配列に対する選択性は大きく異なる。また、ETS1の結合のコンセンサス配列はPuCC/a-GGAA/T-GCPyであるが、実際に存在するETS1応答性GGAA/Tエレメントの多くはこのコンセンサス配列とは異なっている。このことは、いくつかの他の転写因子がETS1の好ましくないDNA配列に対する結合を促進している可能性を示唆している。ChIP-Seqによる研究では、ETS1はAGGAAGとCGGAAGモチーフの双方に結合できることが示されている。
ETS1は単量体としてDNAに結合する。C末端ドメインのセリン残基（ヌクレオチド配列ではエクソン7に位置する）のリン酸化は、自己阻害によってETS1を不活性状態にすることが知られている。ETS1の活性化にはいくつかの方法が存在する。1つ目はETS1の脱リン酸化、2つ目はホモ二量体化である。ETS1のホモ二量体化は、DNAに結合部位が適切な向きと間隔で存在する場合に生じる。このように、エンハンサーやプロモーター内の結合部位の配置によるETS1の自己阻害の緩和または許容は、ETS1が実際に特定の部位に結合するかどうかに強く影響する可能性がある。3つ目は、ERK2とRasによるThr38のリン酸化による活性化である。末端が切り詰められたアイソフォームは、このERK2によるリン酸化を受けない。このアイソフォームは細胞質に局在し、ドミナントネガティブなアイソフォームとして機能する。反対に、エクソン7を欠くもう1つのアイソフォームは恒常的に活性化状態である。Ras応答性遺伝子の多くにはETS/AP1認識モチーフが組み合わされて存在しており、Rasによって刺激されるとETSとAP1が相乗的に転写を活性化する。

## ノックアウトマウス
Ets1のノックアウトマウスでは、胸腺の分化の異常、末梢のT細胞数の減少、IL-2産生の低下、T細胞のメモリー/エフェクター表現型への偏り、Th1、Th2サイトカイン産生の障害がみられる。Ets1ノックアウトマウスは、Th1、Th2、Treg細胞の発生の異常を示すが、Th17細胞の数は増加する。Ets1ノックアウトマウスのCD4+/CD8+胸腺細胞では、代替系統に対応する遺伝子発現プログラムの抑制とT細胞特異的遺伝子のアップレギュレーションの双方の障害がみられる。

## 相互作用
ETS1はTTRAP、UBE2I、DAXXと相互作用することが示されている。
ETS1は、ヌクレオソームに結合したDNAと、ヌクレオソームから除去されたDNAの双方に結合することができ、ETS1の抑制によってETS1が通常結合する部位のヌクレオソーム占有率が上昇することが示されている。

## DNA修復因子との相互作用

### DNA修復遺伝子プロモーター
DNA修復タンパク質PARP1のmRNAとタンパク質のレベルはETS1の発現レベルによって部分的に制御されており、ETS1はPARP1のプロモーター領域の複数の結合部位と相互作用する。ETS1がPARP1プロモーター上の結合部位にどの程度できるかは、結合部位のCpGアイランドのメチル化状態に依存している。結合部位のCpGアイランドが低メチル化状態である場合、PARP1の発現レベルは上昇する。100歳以上の高齢者ではPARP1の恒常的な発現レベルは高く、より効率的にDNA修復が行われることがその長寿に寄与していると考えられている。こうしたPARP1の発現レベルの上昇は、PARP1の発現のエピジェネティックな制御の変化によるものであると考えられている。
ETS1の発現の増加は、DNA修復遺伝子MUTYH、BARD1、ERCC1、XPAなど約50の標的遺伝子の発現を上昇させる。ETS1の発現の増加はシスプラチンによる細胞死に対する抵抗性を引き起こすが、その抵抗性の一部はDNA修復遺伝子の発現の上昇によるものであると考えられている。

### DNA修復タンパク質との相互作用
ETS1の機能はタンパク質間相互作用によって調節される。特に、ETS1はDNA依存性プロテインキナーゼ（DNA-PK）と相互作用する。DNA-PKはDNA-PKcsとDNA修復タンパク質Kuから構成され、Ku自身もKu70（XRCC6）とKu80（XRCC5）の2つのポリペプチドからなるヘテロ二量体である。ETS1とDNA-PKの相互作用はETS1をリン酸化する。こうしたリン酸化は、ETS1の標的遺伝子のレパートリーを変化させる。DNA-PKを構成するKu80は単独でもETS1と相互作用し、少なくとも1つの転写活性をダウンレギュレーションすることが示されている。
ETS1はPARP1タンパク質とも相互作用する。ETS1はPARP1を活性化し、ニックDNAが存在しない場合でもPARP1自身や他のタンパク質に対するポリADPリボシル化を引き起こす。PARP1はプロモーター上でのETS1のトランス活性化能を活性化する。その後、活性化されたPARP1はETS1をポリADPリボシル化し、ETS1のユビキチン化とプロテアソームによる分解を促進することで、ETS1の過剰な活性を防いでいるようである。

## 関連文献
- “Structure, expression and alternative splicing of the human c-ets-1 proto-oncogene”. Oncogene Research 3 (3):  239–46. (1988). PMID 3060801.
- “The transcription factor Ets-1 in breast cancer”. Frontiers in Bioscience 10 (1–3):  506–11. (Jan 2005). doi:10.2741/1546. PMID 15574387.